# Дашувка (гмина Устшики-Дольне)
Дашувка (пол. Daszówka) — маленькая деревня (10 домов, 43 жителя) в Польше, входит в Подкарпатское воеводство, Бещадский повет, гмина Устшики-Дольне. Не является солецтвом.
В 1939—1951 годах входила в состав Нижне-Устрицкого района, Дрогобычской области, УССР.
В 1975—1998 годах административно принадлежала к кросненскому воеводству.

## География
Деревня находиться в долине речки Дашувка, бегущей со склонов Жуковой горы. Втиснутая в долину деревня, с трёх сторон окружена горами, с севера — хребтом Жукова, с востока Прилечей (597 м), с юга Бердом (606 м), Лабиской (615 м) и Пжислупом (617 м). Название Пжислуп происходит от румынского prislop (перевал), такие топонимы появились во времена воложской колонизации, название было с ошибкой нанесено на карты австрийскими властями и похоже что первоначально название относилось к Прилече.
Деревня протянулась от Телесницы Ошваровой до Прилеча. Сейчас единственным способом добраться до Дашувки, является дорога из Телесницы. Из Дашувки можно дойти пешком до несуществующих уже деревень Панищев и Соколова Воля.

## История
Первоначально деревня называлась Дашово и её название происходило от имени Даша, современное название впервые зафиксировано в XVI веке. Первое упоминание о деревне относиться к 1540 году, когда между Кмитами и Анджеем Тарло было заключено соглашение о проведении границы между деревнями Чарна, Соколова Воля, Дашово (сейчас Дашувка), Телесница Фёдорова (сейчас Телесница Ошварова), Лобозев, Устянова, Рабе и Хощув, принадлежавшими Тарло и деревнями Бандрув, Ствежек и другими, относящимися к пшемысльскому староству.
В 1589 году деревня принадлежала Гербуртам из Добромила. В дальнейшем неоднократно меняла хозяев. В числе прочих принадлежала Стадницким, Крогулецким, Лещинским, Литинским. В 1921 году имение принадлежало Мечиславу Литинскому.
Перепись 1921 года показала что в Дашувке насчитывается 64 дома, население 437 жителей, в том числе 378 греко-католиков, 37 католиков и 22 еврея.
Во время войны до июня 1941 года входила в состав СССР. 1 июля 1941 года была включена в территорию Генерал-губернаторства, дистрикт Галиция. Вскорости после вторжения немцев в деревню, были убиты еврейские владельцы имения, а сама усадьба сожжена.
В 1944 году деревня освобождена частями Красной армии. С 1945 по 1951 год снова в составе СССР, в те годы в деревне функционировал совхоз. После обмена территориями украинские жители Дашувки были вывезены под Одессу, в 1957 году несколько семей получили разрешение оттуда вернуться.

## Церковь св. Дмитрия
Приход в Дашувке подчинялся устишскому деканату. К приходу относились также церкви в Телеснице Ошваровой и Соколиной Воле. По видимому первая церковь была возведена в Дашувке уже в конце XVI века. Последняя деревянная церковь св. Дмитрия, была построена в 1835 году. Отремонтирована в 1936 году, в связи с приближением 950-летия крещения Руси. После 1951 года использовалась как склад. В 1956 году разобрана.
Церковное кладбище сильно заброшенное, с несколькими сохранившимися, перевернутыми памятниками. Все металлические кресты, некогда венчавшие могилы, были выломаны (не сохранился ни один). Сохранились два обломанных креста с перевёрнутых памятников. На территории кладбища свалка старой сельхозтехники. Имеется только один послевоенный памятник.